# قلعه طرق
قلعه طرق مربوط به دوره اشکانیان است و در شهرستان نطنز، شهر طرق واقع شده و این اثر در تاریخ ۲۸ دی ۱۳۷۹ با شمارهٔ ثبت ۲۹۵۱ به‌عنوان یکی از آثار ملی ایران به ثبت رسیده‌است.

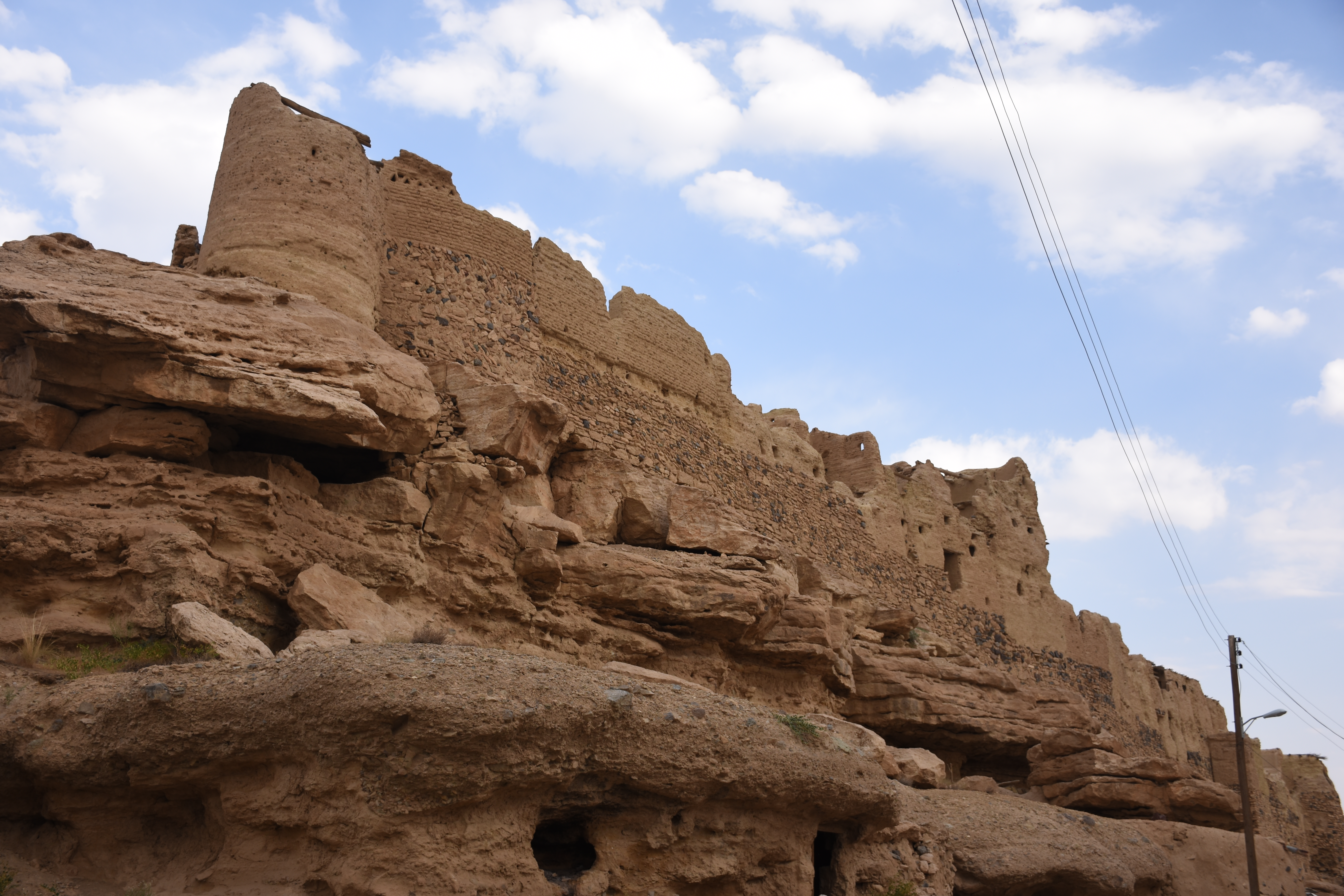
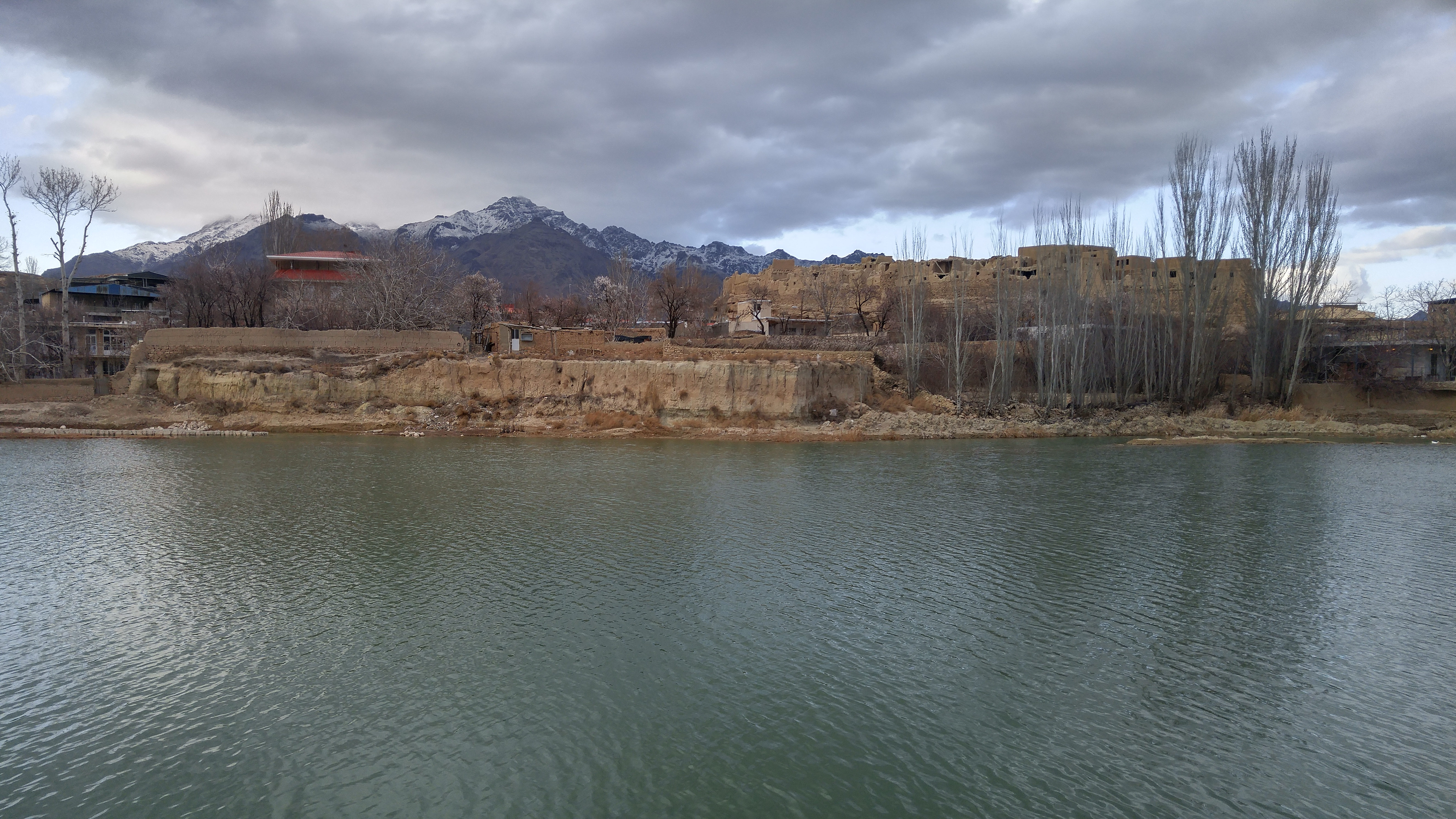
دریاچه و قلعهٔ طرق‌رود
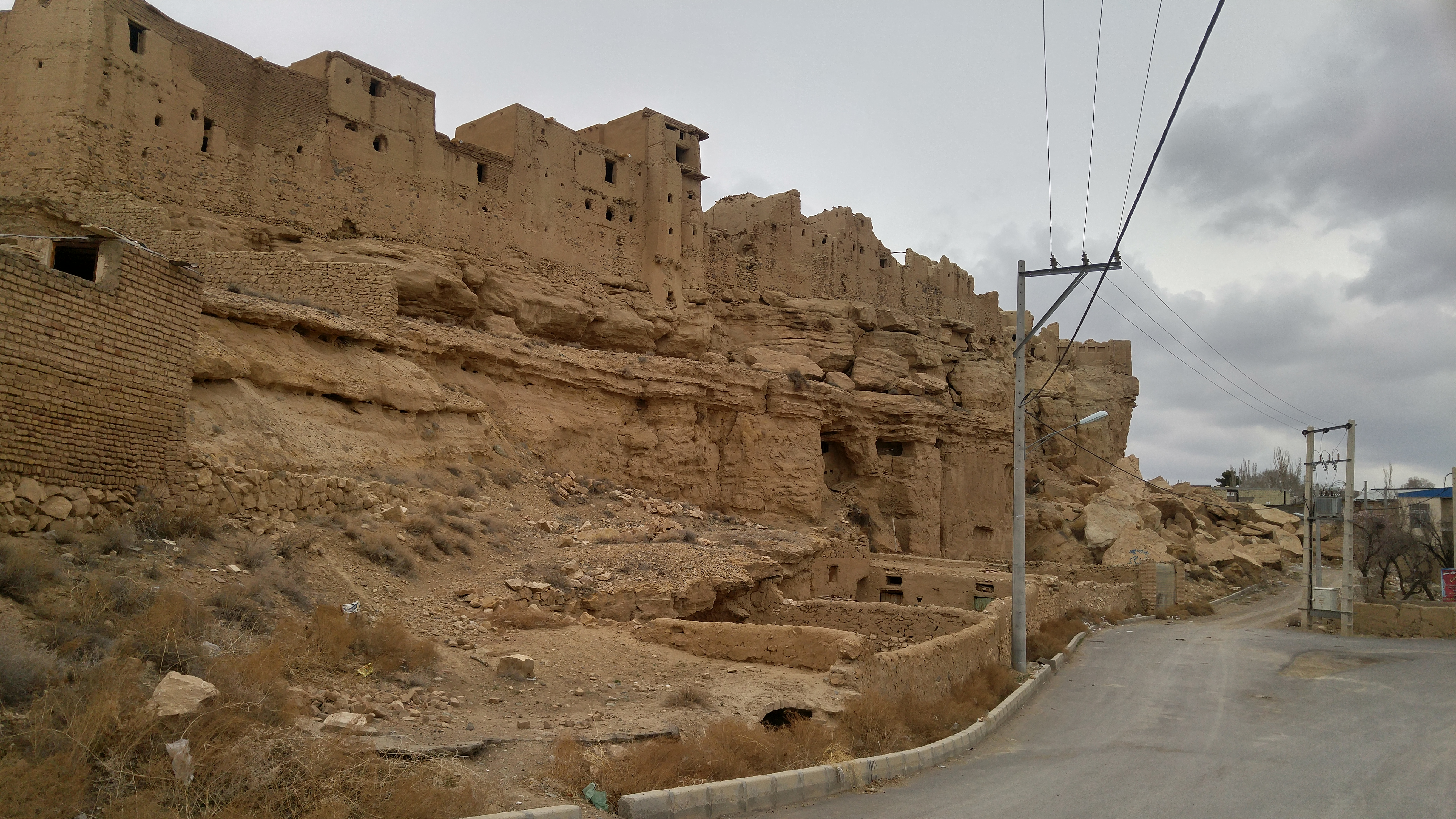
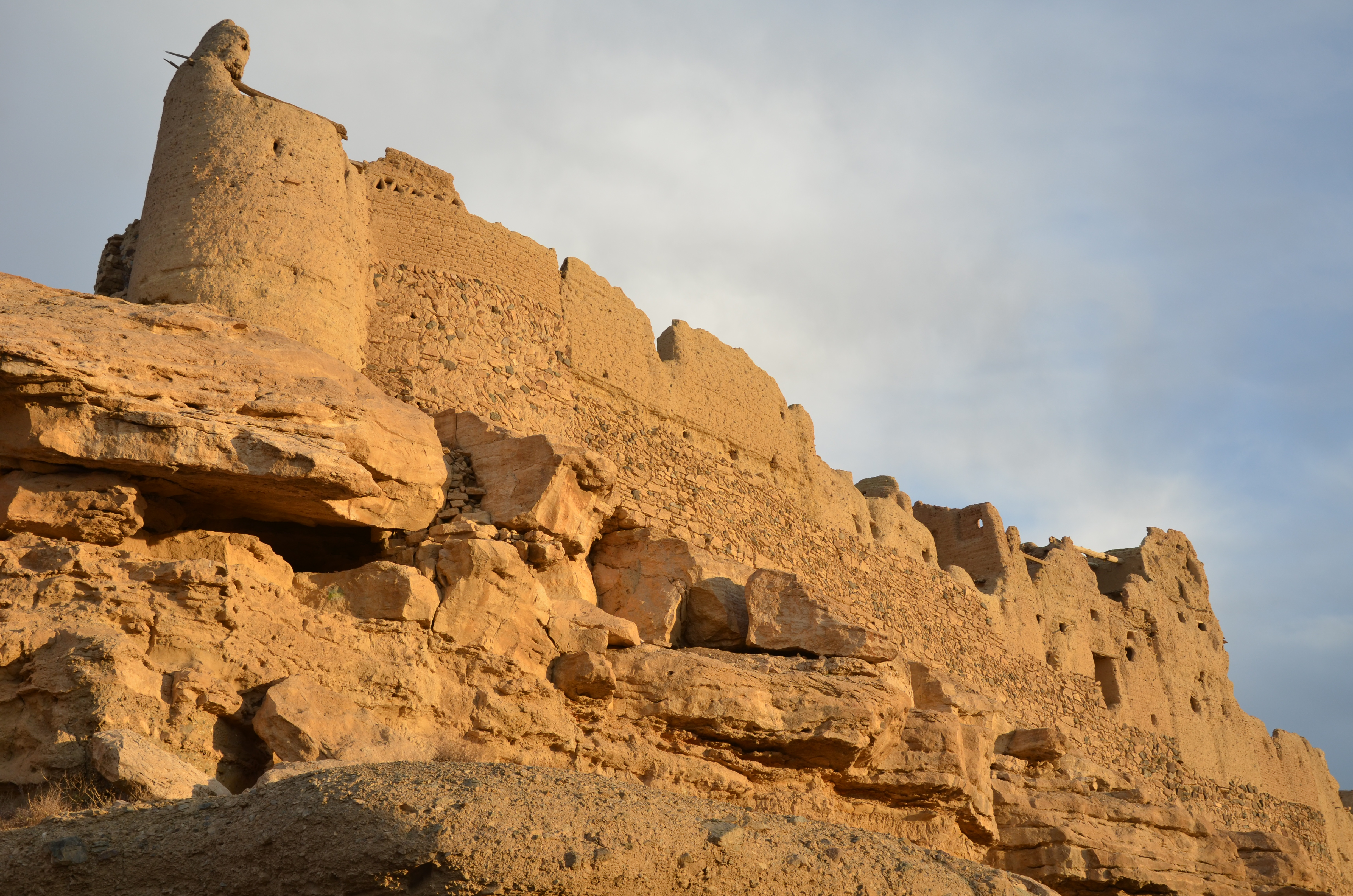